# رفراف أمازوني
الرفراف الأمازوني، (الاسم العلمي: Chloroceryle amazona) هو نوع من طائر الرفراف يقيم في الأراضي المنخفضة للمناطق الاستوائية الأمريكية من جنوب المكسيك إلى شمال الأرجنتين عبر أمريكا الوسطى.

## روابط خارجية
- Xeno-canto: التسجيلات الصوتية لصياد السمك الأمازون
- مقاطع فيديو[وصلة مكسورة] طائر الأمازون[وصلة مكسورة] على مجموعة الطيور على الإنترنت
- الطوابع (للأرجنتين وغيانا وباراغواي وسورينام وفنزويلا) مع خريطة المدى
- معرض صور الأمازون الرفراف VIREO Photo-High Res